# Motyčky
Motyčky jsou obec na Slovensku v okrese Banská Bystrica. Nachází se zde vodní dílo Motyčky-Dolný Jelenec-Staré Hory. 

## Dějiny
První zmínka o Motyčkách pochází z roku 1754. V prostoru dnešních Motyček se v roce 1652 nacházely 4 dřevorubecké a uhlířské osady. Tyto osady se jmenovaly Horná Pavlová (Pawlowa Oberthail), Dolná Pavlová (Pawlowa undterthail), Nad Rybníkom (Ober dem Thaich) a Pri Rybníku (An dem Thaich). S větší pravděpodobností bychom mohli ztotožnit nynější osadu Môce s tehdejší Hornou Pavlovou a osadu Pri Rybníku můžeme s určitostí spojit s nynější osadou Motyčky. Na podzim a v zimě 1944-45 v obci došlo k incidentu s Němci.

## Osobnosti
Anton Trón – slovenský herec